# Bechtsrieth
Bechtsrieth je obec ve vládním obvodě Horní Falc v zemském okrese Neustadtu an der Waldnaab v Bavorsku.

## Geografie
Bechtsrieth se nachází v severní části přírodního parku Hornofalcký les, cca čtyři kilometry jihovýchodně od Weidenu. Centrem obce protéká potok Gleitsbach, pravý přítok říčky Luhe.

### Sousední obce
Bechtsrieth sousedí s následujícími obcemi od západu: Schirmitz, městský okres Weiden in der Oberpfalz, Irchenrieth a Pirk. 
| Růžice kompasu | Weiden in der Oberpfalz | Weiden in der Oberpfalz | Weiden in der Oberpfalz | Růžice kompasu |
| Růžice kompasu | Schirmitz               | Sever                   | Weiden in der Oberpfalz | Růžice kompasu |
| Růžice kompasu | Schirmitz               | Bechtsrieth             | Weiden in der Oberpfalz | Růžice kompasu |
| Růžice kompasu | Schirmitz               | Jih                     | Weiden in der Oberpfalz | Růžice kompasu |
| Růžice kompasu | Pirk                    | Pirk                    | Irchenrieth             | Růžice kompasu |

### Místní části
Obec Bechtsrieth má dvě místní části:
- Bechtsrieth
- Trebsau

## Historie
Bechtsrieth byl poprvé písemně zmíněn roku 1408 jak “Perchtersreuth” a v roce 1436 jak “Perchtolzriet”. Název končící -reuth nebo -riet naznačuje, že Bechtsrieth byl vytvořen jako osada na mýtině, jakožto součást rozsáhlé sídelní expanze od 11. do začátku 13. století na horním toku řeky Náby a jejích přítocích. Místo na potoku Gleitsbach, přítoku říčky Luhe, bylo pravděpodobně mýtinou, kterou obhospodařoval jakýsi Berthold. Právě on nejspíš přivedl zemědělce, kteří byli ochotni se usadit v dříve nevyužívaných oblastech. Panští majitelé měli velký zájem o osídlení svých pozemků, protože více zemědělské půdy znamenalo vyšší úrodu plodin, a tím i vyšší daňové příjmy. 
Severní část Horní Falce byla přinejmenším před příjezdem prvních německých nebo bavorských osadníků, ale pravděpodobně také během prvních let a desetiletí odlesňování protkána rozsáhlými slovanskými sídelními ostrovy. Toto dosvědčují např. jména Gleitsbach a sousední vesnice Trebsau, která jsou podle erlangenského germanisty Ernsta Schwarze slovanského původu. Během staletí společného soužití se slovanští osadníci asimilovali s německou populací.
Leuchtenberská lankrabata měli dlouhou dobu Bechtsrieth v majetku. Kolem poloviny 16. století bylo v Bechtsrietu šest statků. Kolem poloviny 18. století se Bechtsrieth skládal z 26 nemovitostí a pastoušky. Kromě sedláků tu byl mlynář, tkadlec, krejčí a pastýř. V roce 1808 byla z obce Bechtsrieth, obce Trebsau a opuštěného mlýna Trebsau vytvořena samostatná daňová oblast.
Obec Trebsau byla v 18. až polovině 19. století ve vlastnictví rodiny Preislingů. Fénix z erbu Preislingů je součástí dnešního městského znaku.
Politická obec Bechtsrieth (v té době s populací 30 rodin) a Trebsau (23 rodin) byly v roce 1854 sloučena do jednotné obce Bechtsrieth.
Po konci druhé světové války populace v Bechtsriethů výrazně vyrostla. Nejprve se v tzv. Staré osadě usadilo mnoho vysídlených lidí. Od poloviny šedesátých let se Bechtsrieth stal velmi oblíbeným bydlištěm pro dojíždějící, zejména do Weidenu, což vedlo k významnému rozšíření východní zástavby obce.

## Znak
Blason: V modro-stříbrně polceném štítě vpravo vzlétá z červených plamenů stříbrný Fenix, vlevo modré břevno.
Fénix v pravé poli štítu je převzat z erbu rodiny Preislingů, kteří v letech 1706 až 1848 drželi majetkem Trebsau. Fénix také symbolicky připomíná znovuobnovení obce Bechtsrieth 1. ledna 1994, poté co komunita roky bojovala a nakonec úspěšně proti sloučení se sousední obcí Irchenrieth, která byla provedena v roce 1978 v rámci regionální reformy. Modré břevno v levém stříbrném poli zobrazuje erb Leuchtenbergů, jejichž územím byl také Bechtsrieth a to od středověku až do 17. století.